# Bonisa nakaza
Bonisa nakaza es la única especie del género de moluscos nudibranquios Bonisa, de la familia Proctonotidae.

## Morfología
Tiene el cuerpo robusto y ovalado. Los rinóforos están perfoliados con 14 a 23 lamelas transversales, y cuentan con una cresta triangular entre ellos. La cabeza es ancha y redondeada, y tiene un lóbulo secundario anterior. Cuenta con dos tentáculos orales moderadamente alargados. El ano se sitúa en la parte dorsal posterior del notum, o manto. El pie está acanalado transversalmente en el límite anterior. Los gonoporos masculino y femenino están separados y situados en la mitad del lateral derecho del cuerpo. Las branquias, o ceratas, son alargadas, lisas y cilíndricas, y están dispuestas en 16 a 21 hileras diagonales por cada lado, con 8 a 10 ceratas cada hilera. Las mandíbulas son gruesas y tienen un borde masticatorio liso. La rádula contiene de 21 a 46 hileras de dientes.
Los colores son variables y vivos. El color base del cuerpo oscila de blanco a amarillo o naranja claro traslúcidos. Las puntas de las cerata tienen color azul, blanco, amarillo o rojo-naranja.  
Alcanzan los 100 mm de longitud.

## Reproducción
Son ovíparos y hermafroditas simultáneos, que cuentan con órganos genitales femeninos y masculinos. No obstante, no pueden autofertilizarse, por lo que necesitan copular con otro individuo para ello. 
Las masas de huevos miden de 20 a 30 mm de alto, y suelen depositarlas en ramas de gorgonias. Cada cápsula contiene uno o dos huevos. Tras un periodo embrionario, los huevos eclosionan larvas planctónicas velígeras que, tras un periodo de unos días, se asientan y metamorfosean a la forma adulta.

## Galería

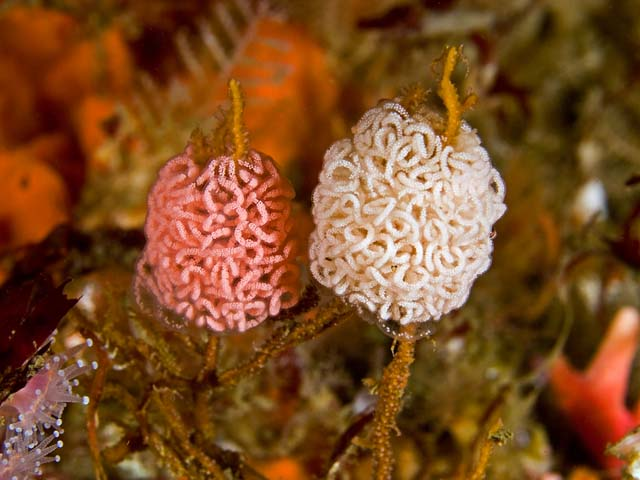
Masas de huevos de B. nakaza
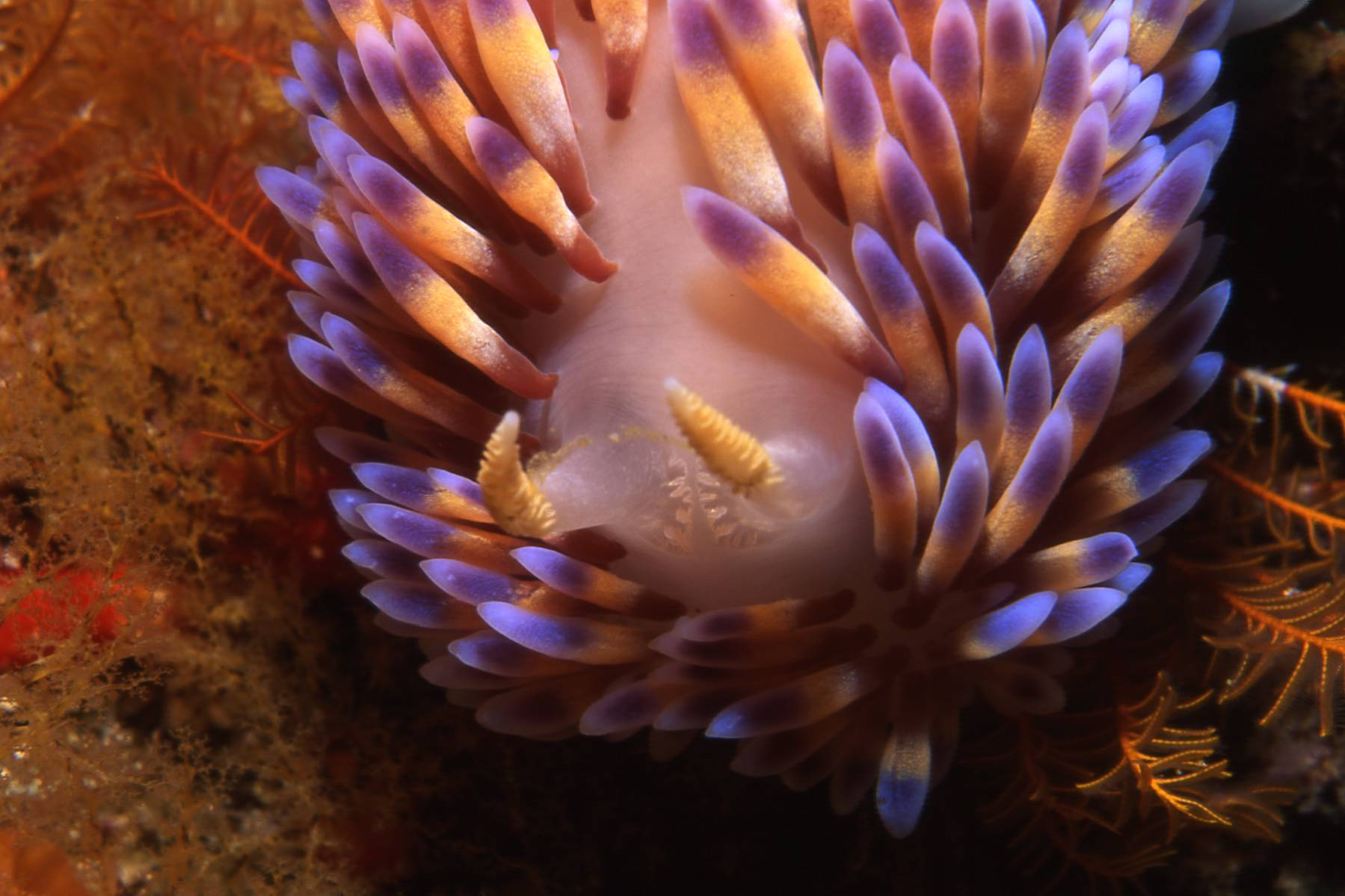
Vista de cabeza y rinóforos
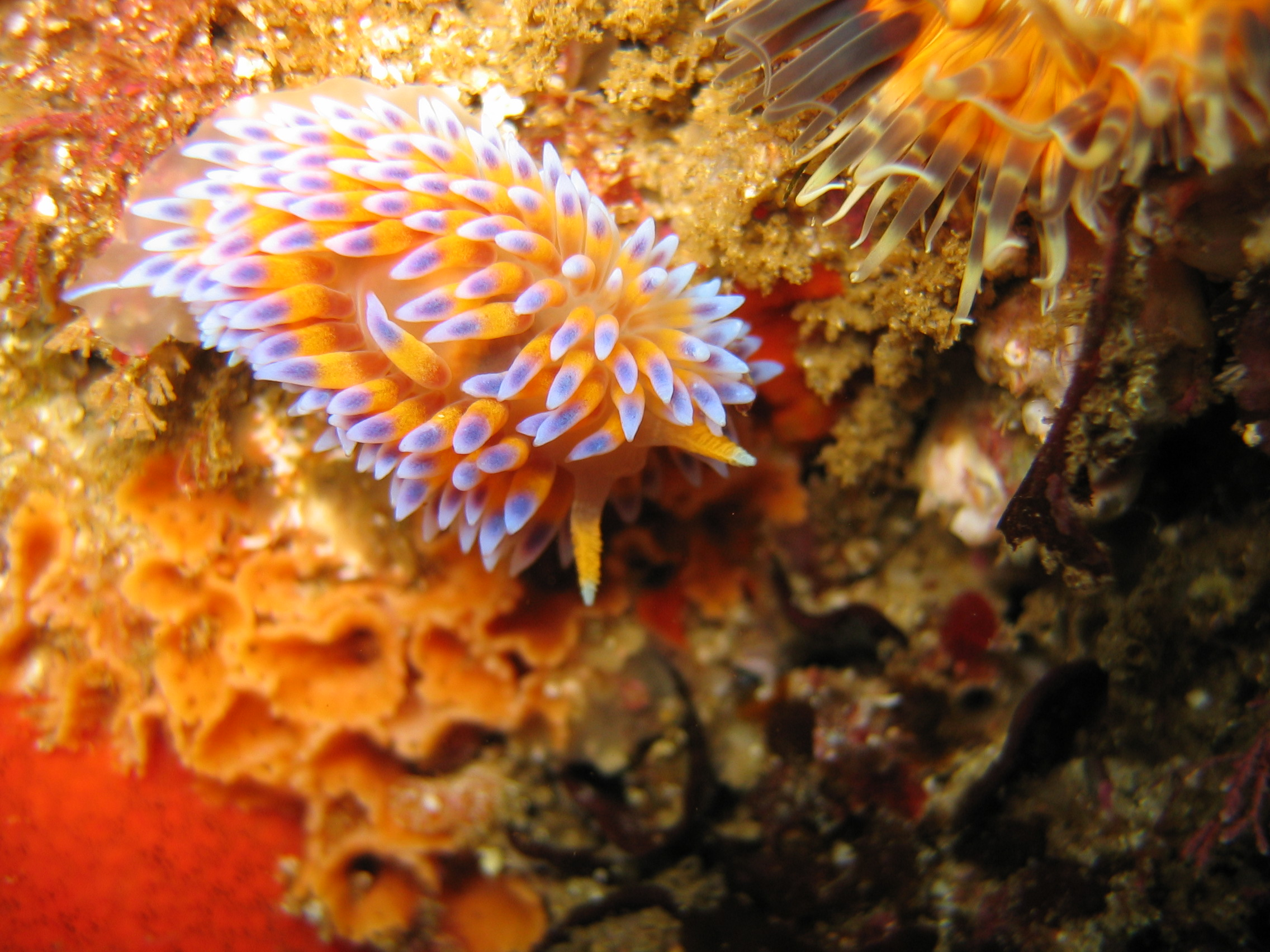
Coloración más frecuente de B. nakaza
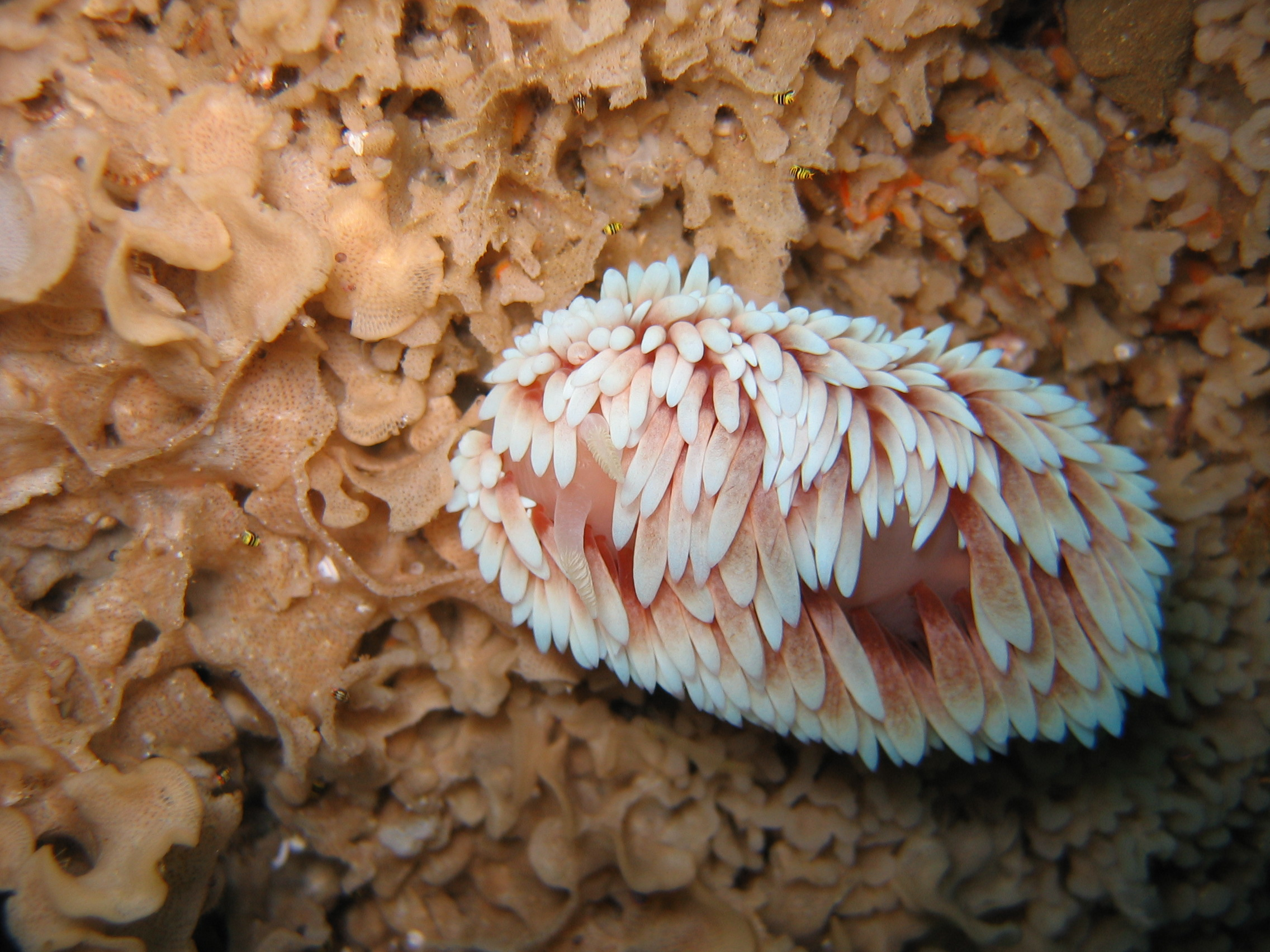
Coloración blanca de B. nakaza
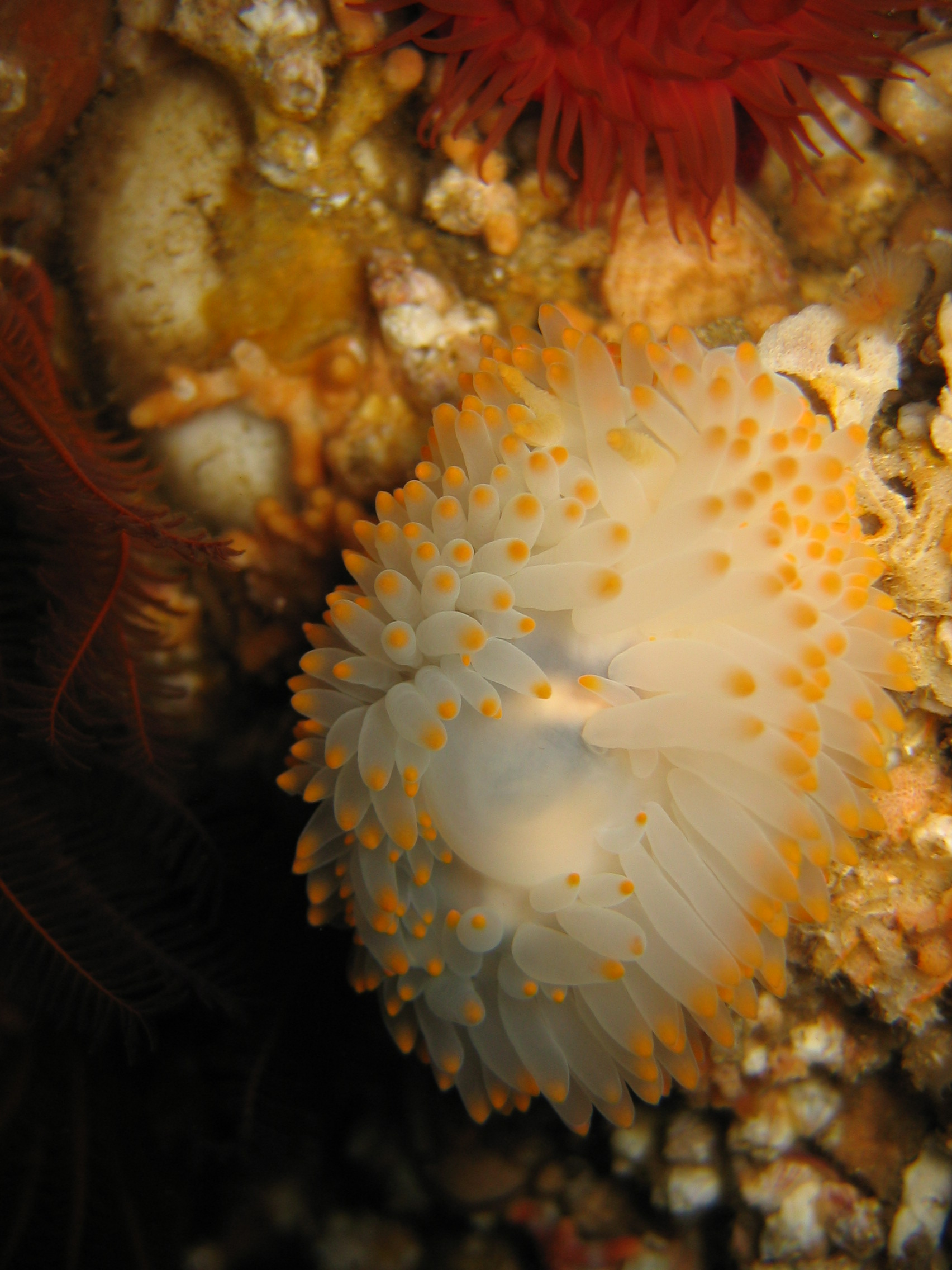
Coloración amarilla de B. nakaza
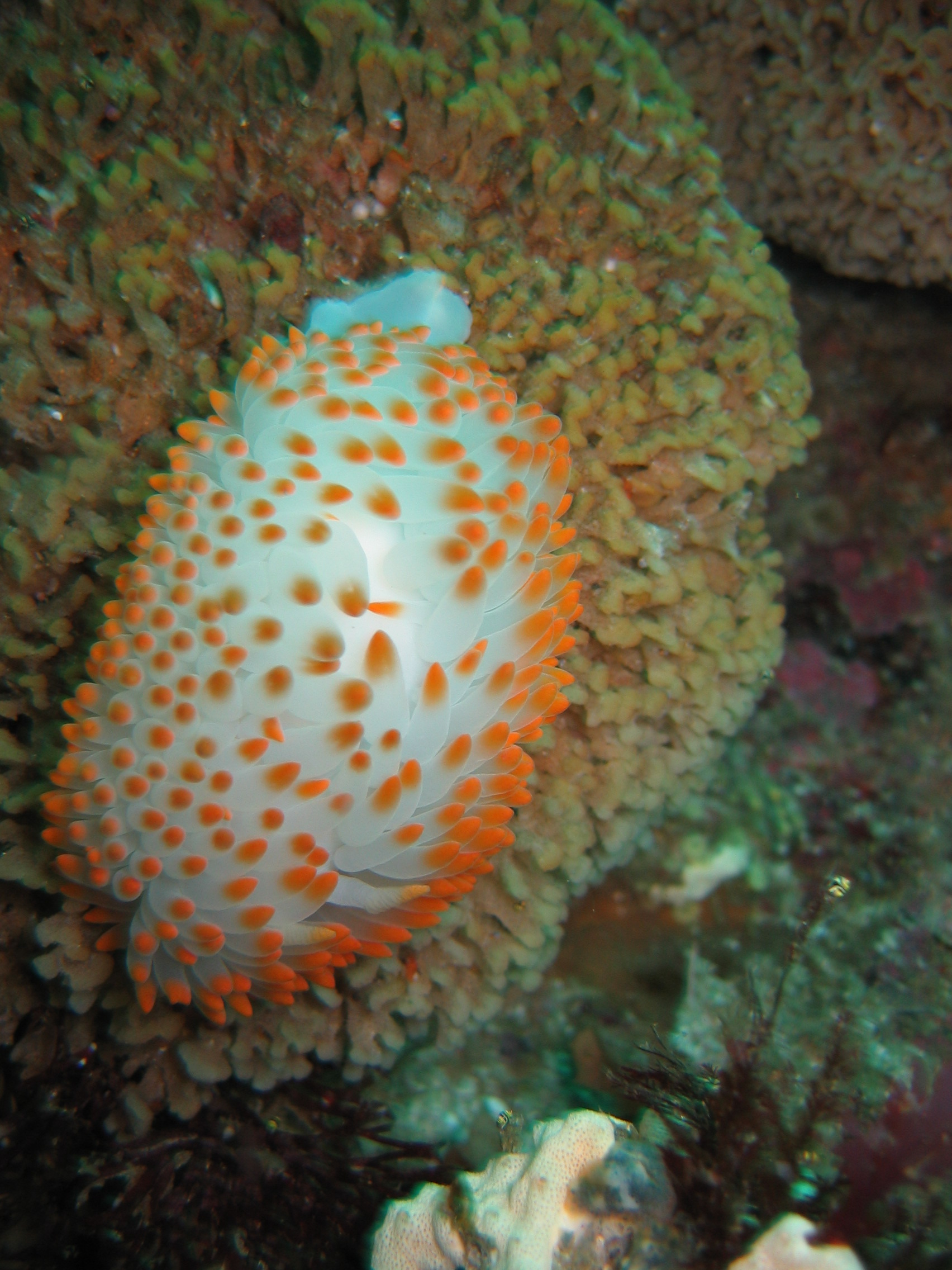
Coloración naranja de B. nakaza
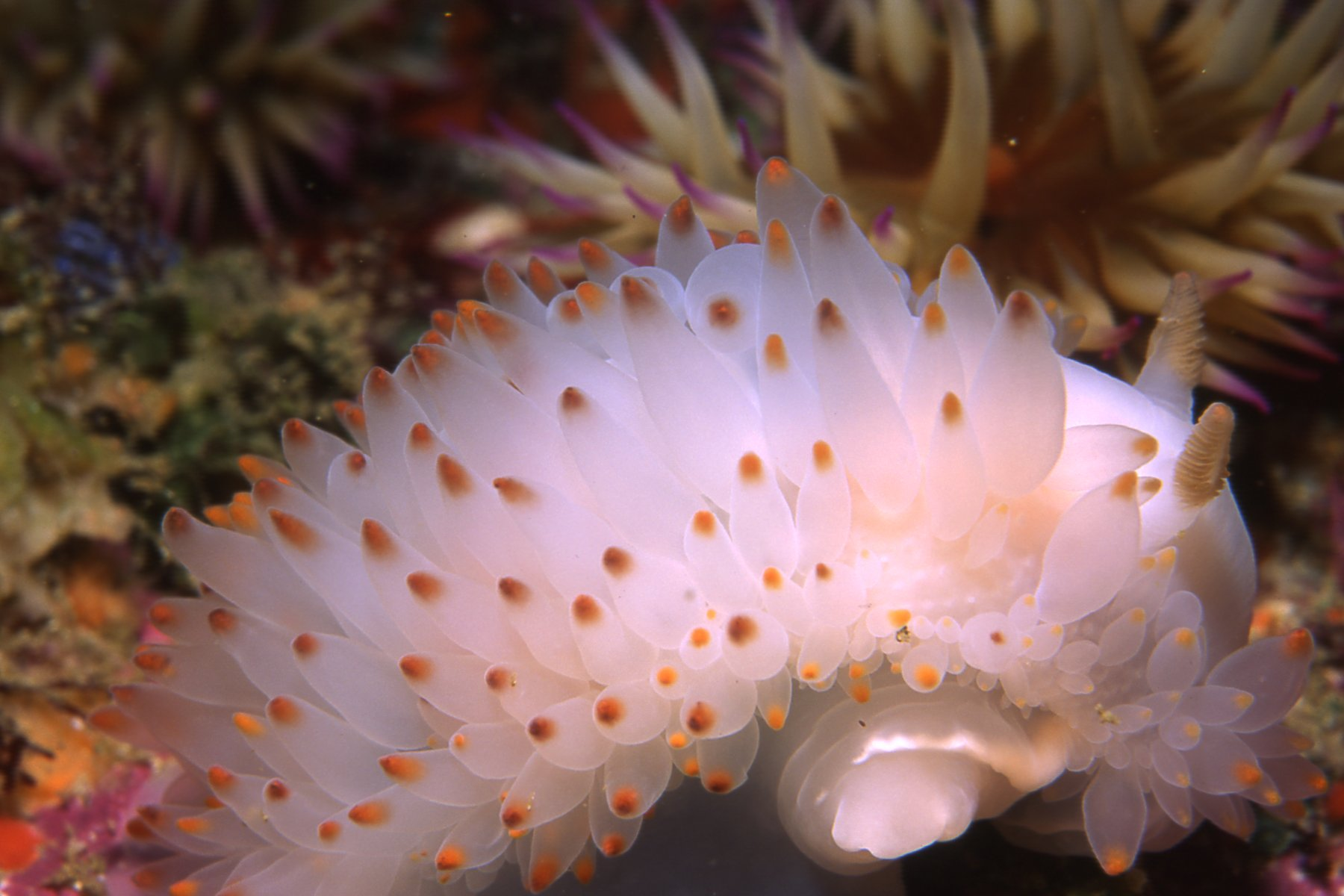
Variación de coloración blanca de B. nakaza

## Alimentación
Son predadores carnívoros, alimentándose principalmente de briozoos, como Tubucellaria levinseni o especies deThalamoporella.

## Hábitat y distribución
Estas pequeñas babosas marinas se distribuyen exclusivamente en los océanos Atlántico e Índico, en las costas de Sudáfrica, aunque se han reportado algunas localizaciones en el golfo de Guinea.
Habitan aguas templadas, en un rango de profundidad entre 3 y 30 m.